# Scapania verrucosa
Scapania verrucosa là một loài rêu tản trong họ Scapaniaceae. Loài này được Heeg miêu tả khoa học lần đầu tiên năm 1893.